# Salt Point (Nueva York)
Salt Point es un lugar designado por el censo ubicado en el condado de Dutchess en el estado estadounidense de Nueva York. En el año 2010 tenía una población de 190 habitantes.

## Geografía
Salt Point se encuentra ubicado en las coordenadas 41°48′28.1″N 73°47′16.89″O / 41.807806, -73.7880250.